# Gabriela Kohlenberg
Gabriela Kohlenberg (* 19. Januar 1958 in Berlin) ist eine deutsche Politikerin (CDU). Sie war Mitglied des Niedersächsischen Landtags.

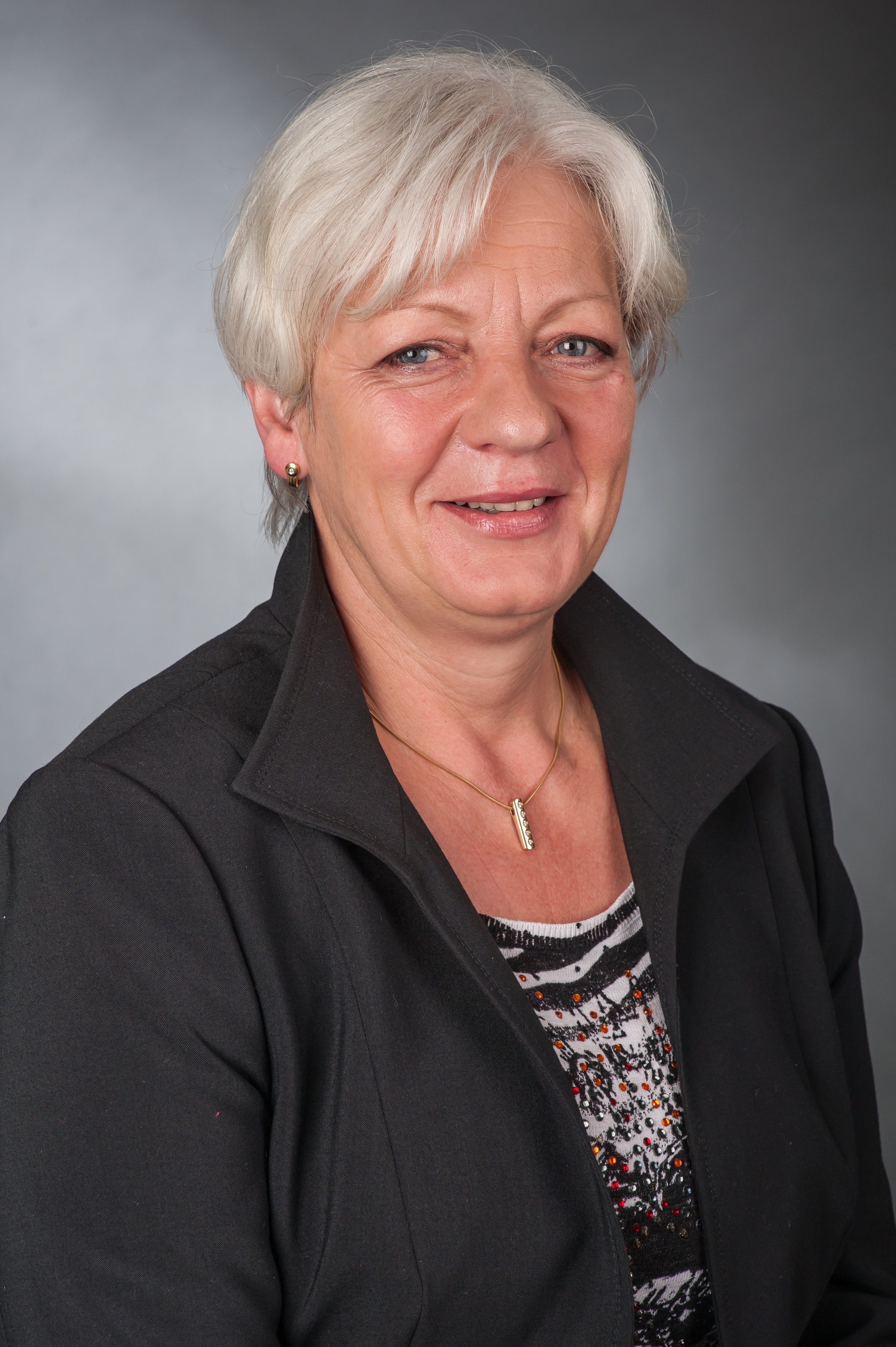
Gabriela Kohlenberg, 2013

Nach dem Schulbesuch in Nürnberg machte Kohlenberg eine Ausbildung zur Krankenschwester in Gehrden und eine Weiterbildung zur Stationsleitung. Bis 1990 war sie am Robert-Koch-Krankenhaus in Gehrden tätig.
Seit 1987 ist Kohlenberg Mitglied der CDU. 1987 gründete sie die Frauen-Union Springe mit. Lange Jahre war sie Vorsitzende des Kreisverbandes Hannover-Land der Frauen-Union. Bis 2002 war sie Vorsitzende des Springer Stadtverbandes der CDU. Außerdem gehört sie als Beisitzerin dem Vorstand des Kreisverbandes Hannover-Land an. Seit 2001 ist Kohlenberg im Regionsparlament der Region Hannover vertreten. Dem Niedersächsischen Landtag gehörte sie seit 2003 als Direktkandidatin des Wahlkreises Springe an. In der ersten Wahlperiode war sie im Ausschuss für Soziales, Frauen, Familie und Gesundheit tätig, in der folgenden Legislaturperiode im Ausschuss für Haushalt und Finanzen und seit 2013 in den Ausschüssen für Wissenschaft und Kultur und dem Wahlprüfungsausschuss, zudem gehörte sie dem Präsidium und dem Ältestenrat an. Seit 2008 war sie eine der Schriftführerinnen des Parlaments.
Gabriela Kohlenberg trat zur Landtagswahl 2017 nicht wieder an.
Kohlenberg ist Mitglied mehrerer Vereine, unter anderem des Deutschen Roten Kreuzes und des Deutschen Alpenvereins Hannover. Zudem gehört sie dem Aufsichtsrat der Klinikum Region Hannover GmbH an.
Sie ist verheiratet und hat zwei Kinder.